# Cyrtochilum rodrigoi
Cyrtochilum rodrigoi là một loài thực vật có hoa trong họ Lan. Loài này được (Königer) Dalström mô tả khoa học đầu tiên năm 2001.